# Julian Junca
Julian Junca, né le 15 février 1998 à Prades (Pyrénées-Orientales, France), est un gardien de but professionnel français et espagnol de hockey sur glace.

## Biographie
Son père est espagnol et sa mère est française.

### Carrière en club
Il a débuté le hockey sur glace au CG Puigcerdà avant de rejoindre les équipes de jeunes des Diables rouges de Briançon pendant cinq ans. Lors de la saison 2015-2016, il intègre l'équipe première des Diables rouges qui évolue en Ligue Magnus et est la doublure du suédois Sebastian Idoff où il est amené à jouer plusieurs rencontres au sein d'une équipe en difficulté sportive finalement reléguée en division 1 à l'issue de la saison.
En 2016, il rejoint les Brûleurs de loups de Grenoble et évolue chez les juniors pendant deux saisons. En parallèle, en 2017-2018, il porte les couleurs des Grizzlys de Vaujany dans la Division 2.
En 2018, il retrouve la Ligue Magnus chez les Boxers de Bordeaux où il est la doublure de Clément Fouquerel.
En 2020, il signe chez les Rapaces de Gap, où il est en concurrence avec Jimmy Darier au cours de la saison 2021, et s'impose définitivement comme le titulaire à partir de la saison 2022.
Julian Junca et les Gap s'incline en finale de la Coupe de France 2022 contre Angers 5-4 après prolongation et en 2023 3-2 face à Grenoble.
En 2023, il remporte le trophée Jean-Ferrand remis au meilleur gardien du championnat de France.
Durant l'été 2023, il signe aux Oilers de Tulsa dans l'ECHL. Début octobre, il est mis à l'essai par les Wolves de Chicago dans la Ligue américaine de hockey puis décroche un contrat le 24 octobre.

### Carrière internationale
Il représente la France au niveau international.

## Statistiques

### En club
| Saison    | Équipe                        | Ligue        |    | Saison régulière | Saison régulière | Saison régulière | Saison régulière | Saison régulière | Saison régulière | Saison régulière | Saison régulière | Saison régulière |   | Séries éliminatoires | Séries éliminatoires | Séries éliminatoires | Séries éliminatoires | Séries éliminatoires | Séries éliminatoires | Séries éliminatoires | Séries éliminatoires | Séries éliminatoires |
| Saison    | Équipe                        | Ligue        | PJ | V                | D                | Min              | BC               | Moy              | % Arr            | Bl               | Pun              | PJ               | V | D                    | Min                  | BC                   | Moy                  | % Arr                | Bl                   | Pun                  |                      |                      |
| 2015-2016 | Diables rouges de Briançon    | Ligue Magnus | 7  | 0                | 7                | 395              | 36               | 5,47             | 81,6             |                  | 0                | 2                | 0 | 1                    |                      |                      | 12,00                | 55,6                 |                      |                      |                      |                      |
| 2016-2017 | Brûleurs de loups de Grenoble | Ligue Magnus | 0  |                  |                  |                  |                  |                  |                  |                  |                  |                  |   |                      |                      |                      |                      |                      |                      |                      |                      |                      |
| 2017-2018 | Les Grizzlys de Vaujany       | Division 2   | 17 | 5                | 11               |                  |                  | 4,02             |                  |                  |                  | 2                |   |                      |                      |                      | 5,50                 |                      |                      |                      |                      |                      |
| 2018-2019 | Boxers de Bordeaux            | Ligue Magnus | 10 | 1                | 5                | 447              | 18               | 2,42             | 91,8             |                  | 0                | 3                | 1 | 0                    |                      |                      | 2,16                 | 90,5                 |                      | 0                    |                      |                      |
| 2019-2020 | Boxers de Bordeaux            | Ligue Magnus | 12 | 5                | 5                | 629              | 42               | 4,00             | 89,2             |                  | 0                | 1                | 0 | 1                    |                      |                      | 2,10                 | 90,0                 |                      |                      |                      |                      |
| 2020-2021 | Rapaces de Gap                | Ligue Magnus | 20 | 12               | 8                | 1161             | 42               | 2,17             | 92,3             |                  | 0                |                  |   |                      |                      |                      |                      |                      |                      |                      |                      |                      |
| 2021-2022 | Rapaces de Gap                | Ligue Magnus | 35 | 14               | 14               |                  |                  | 2,74             | 91               | 1                |                  | 6                | 0 | 1                    |                      |                      | 2,54                 | 92,1                 | 0                    |                      |                      |                      |
| 2022-2023 | Rapaces de Gap                | Ligue Magnus | 39 | 17               | 16               |                  |                  | 2,64             | 92,1             | 3                |                  | 5                |   |                      |                      |                      | 4,64                 | 82,8                 | 0                    |                      |                      |                      |

### En équipe de France
| Année | Compétition                          |   | PJ | V | D | Min | BC   | Moy  | % Arr | Bl | Pun |
| 2016  | Championnat du monde moins de 18 ans | 0 |    |   |   |     |      |      |       |    |     |
| 2018  | Championnat du monde junior          | 3 | 0  | 2 |   |     | 2,77 | 92,6 |       |    |     |

## Récompenses
- Trophée Jean-Ferrand : 2023